# Gafarró estriat
El gafarró estriat (Crithagra striolata) és una espècie d'ocell de la família dels fringíl·lids (Fringillidae) que habita l'Àfrica oriental.

## Descripció
- Fa una llargària de 13.5 - 15 cm. La mandíbula superior del bec és bruna i la inferior marró més clar. Potes brunes. Escàs dimorfisme sexual.
- Per la part superior és marró amb ratlles longitudinals més fosques. Cap marró amb una notable cella clara que arriba des de la base del bec fins als costats del coll. Gola i barbeta clares. Parts inferiors clares amb ratlles longitudinals marró.

## Hàbitat i distribució
Habita matolls, conreus i altres hàbitats de les muntanyes, per sobre dels 1500 m a l'est de la República Democràtica del Congo, sud-est de Sudan del Sud, Etiòpia, Eritrea, oest i est d'Uganda, Ruanda, Burundi, Kenya i nord-est de Tanzània.

## Subespècies
S'han descrit tres subespècies:
- C. s. graueri (Hartert, 1907). Est de la Rep. Dem del Congo, sud-oest d'Uganda, Ruanda i Burundi
- C. s. striolata (Rüppell, 1840). Des d'Eritrea, Etiòpia i sud-est de Sudan del Sud. fins a Tanzània i nord de Malawi.
- C. s. whytii (Shelley, 1897). Del sud de Tanzània i nord de Malawi.

El Congrés Ornitològic Internacional versió 11.1, 2021considera l'última subespècie com una espècie de ple dret: Crithagra whytii.